# Christof Schuette
Christof Schütte (Warburg, 10 de abril de 1966) é um matemático alemão, professor da Universidade Livre de Berlim e do Zuse Institute Berlin.

## formação e carreira
Christof Schütte obteve a graduação em física na Universidade de Paderborn em 1991, com um doutorado em matemática em 1994, orientado por Peter Deuflhard.
É professor de matemática numérica e computação científica da Universidade Livre de Berlim e presidente do Zuse Institute Berlin.
Foi plestrante convidado do International Congress on Industrial and Applied Mathematics em Zurique (2007) e palestrante convidado do Congresso Internacional de Matemáticos em Hyderabad (2010).

## Publicações
Christof Schütte publicou mais de 150 artigos em periódicos científicos.